# Husiter

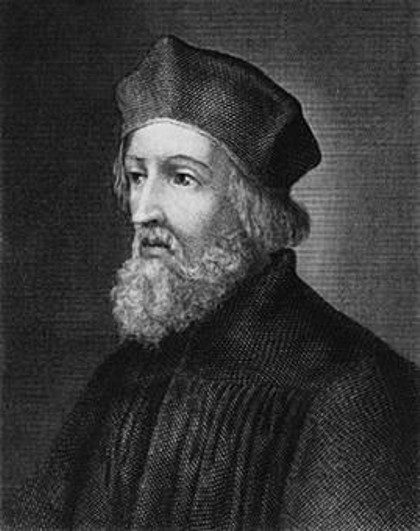
Jan Hus

Husiter kallades efter Jan Hus (uttalas: "Jann Hos") anhängarna av den böhmiska reformationen på 1400-talet. 
Brytningen med romerska kyrkan var i Böhmen sedan lång tid förberedd. Då Böhmens furstar blev vasaller under tyska kronan, kom även dess kyrka i beroende av den tyska, som där länge förgäves sökte införa romersk ritual i stället för det förut begagnade slaviska kyrkospråket. Först på 1100-talet lyckades den romerska kyrkan, med bistånd av de delvis förtyskade landsfurstarna, att överallt undertrycka det slaviska kyrkospråket och införa den latinska mässan. Men folkets motstånd var inte brutet. Tjeckerna hyste stor kärlek för sitt modersmål och sina nationella minnen, och de hade en viss benägenhet för religiös mysticism. Därav kom sig den snabba spridning som av kyrkan som kätterska ansedda läror vann i Böhmen, framför allt valdensernas. Nya idéers spridning främjades i Böhmen genom en tidigt uppblomstrande vetenskaplig odling och en tidigt begynnande litteratur på landsspråket. Då i början av 1400-talet John Wycliffes läror vann insteg vid universitetet i Prag och snart därefter Jan Hus och Hieronymus av Prag började sprida dem bland folket, var alltså jordmånen väl beredd för en genomgripande religiös rörelse, och det låg i sakens natur att denna rörelse tillika skulle bli nationell. Dessa mäns reformatoriska uppträdande och ännu mera deras martyrskap bragte endast till utbrott den länge förberedda religiösa revolutionen.

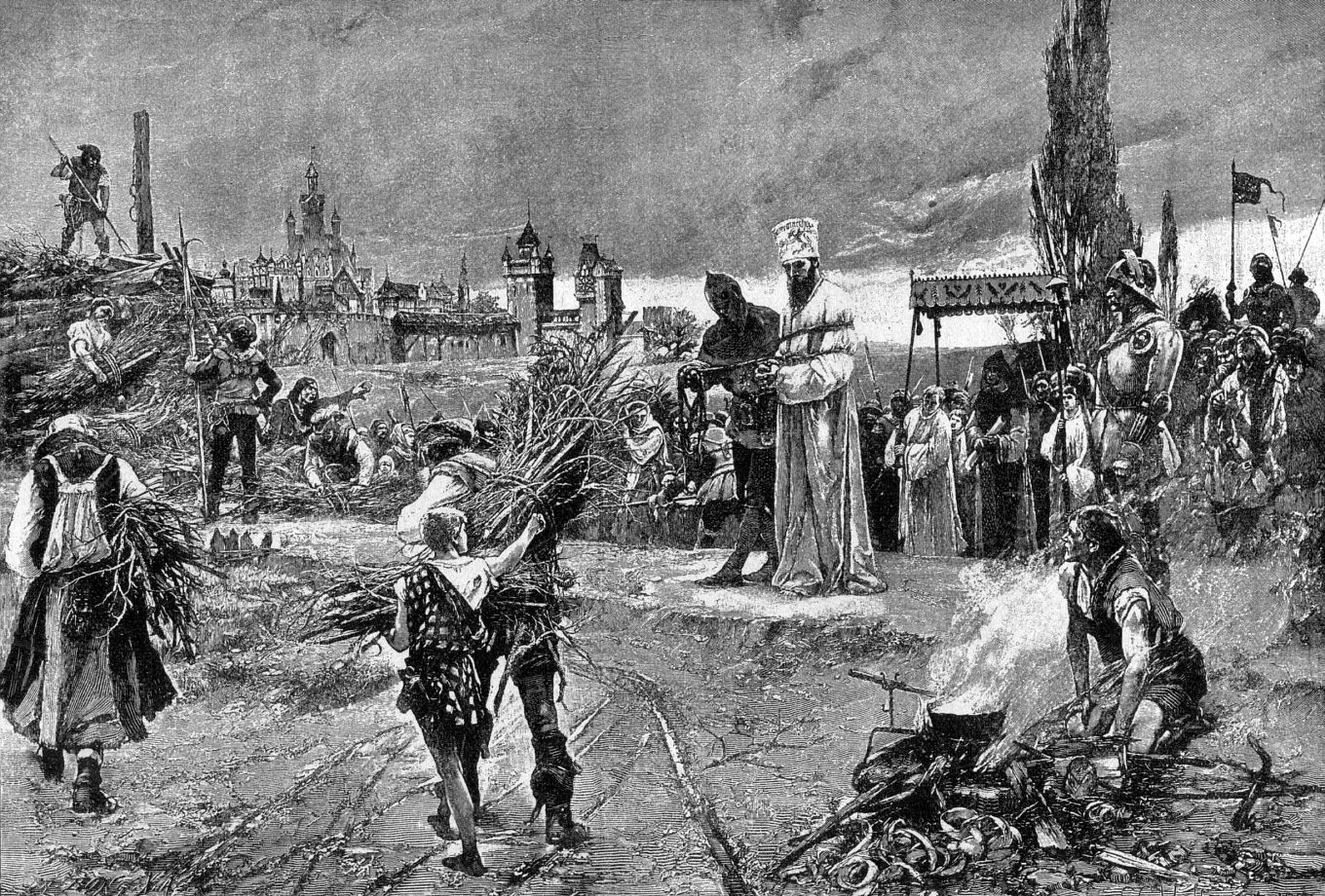
Hus bränns på bålet.

## Husitkrigen
Budskapet om Hus död på bålet 1415 framkallade en orolig rörelse hos folket i hela Böhmen och Mähren. 452 adelsmän från dessa regioner protesterade i september samma år i en skrivelse till kyrkomötet i Konstanz mot både kättardomen och avrättningen av Jan Hus. Bannlysningsdomarna över Hus anhängare, de kyrkliga myndigheternas försök att bringa dessa domar till verkställighet och slutligen det nya sorgebudskapet från Konstanz om Hieronymus från Prags död 1416 stegrade förbittringen än mera. Husiternas ledare var efter Hus fängslande Jakoubek från Stříbro (Jacobellus, död 1429). Han hade redan 1414 infört kalkens utdelande även till lekmän, och när konciliet i Konstanz definitivt fördömde detta, blev nattvarden sub utraque specie (under båda gestalterna) det samlande baneret för husiterna. När den neutrale konung Václav IV 1419 dog och efterträddes av brodern Sigismund kom katastrofen. De böhmiska ständerna uppsade Sigismund tro och lydnad och allmän resning inleddes. Ett inbördeskrig utbröt och pågick 1419-36. De radikala husiterna hade sitt högkvarter på det starkt befästa berget Tábor söder om Prag och leddes av den enögde Jan Žižka, som tillfogade Sigismunds korstågshärar det ena nederlaget fruktansvärdare än det andra (Vítkov 1420, Vyšehrad 1420 och Německý Brod 1422). Efter Žižkas död i pesten 1424 valde flertalet Prokop den store till hans efterträdare, och under denne fortsattes segrarna. Från 1427 var husiterna den anfallande parten. Hus egen milda ande hade då för länge sedan vikit, liksom husiterna inbördes söndrats. 

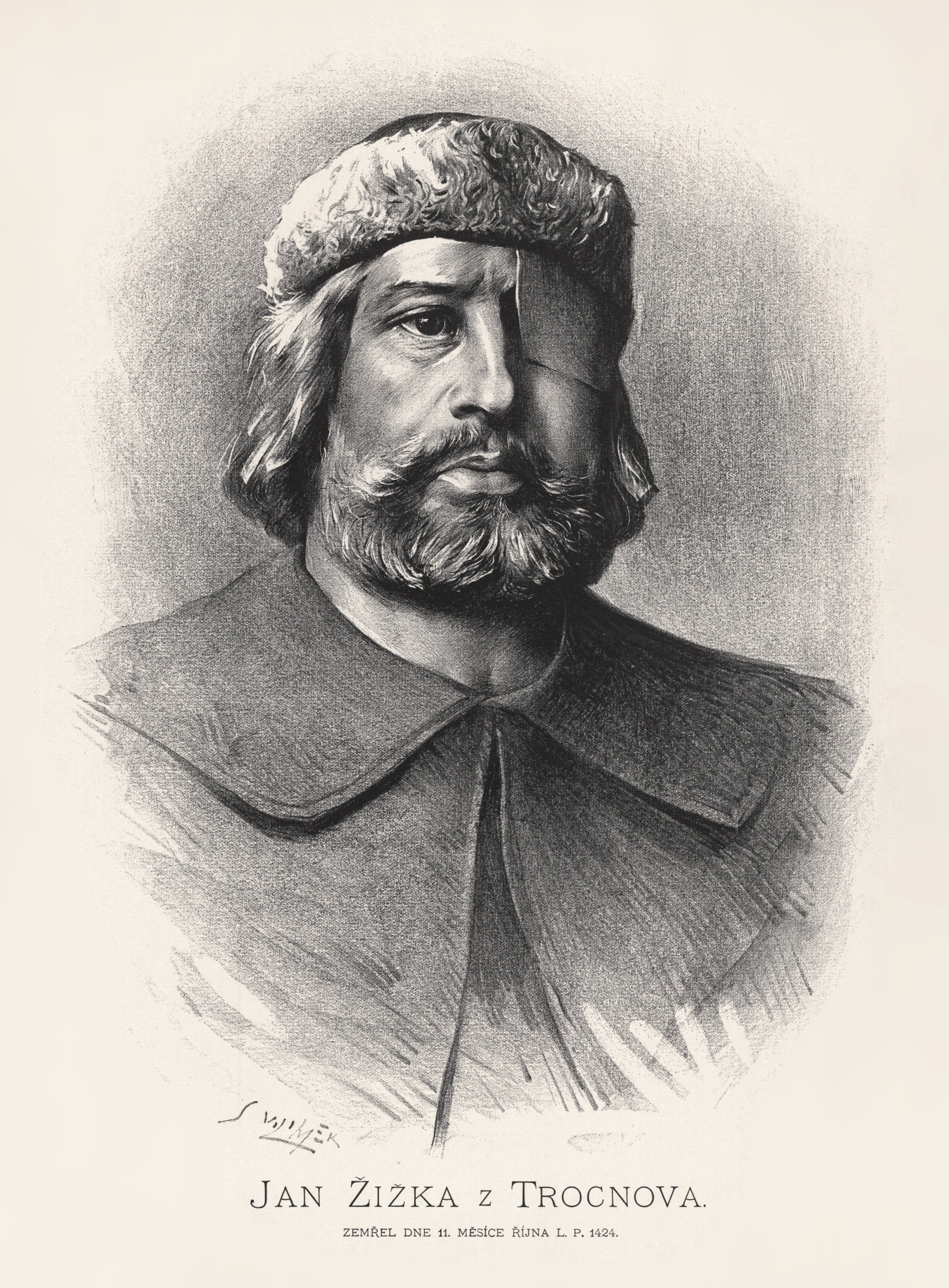
Jan Žižka.

Redan från början framträdde två partier. De mera aristokratiska (bland annat Praguniversitetet) förklarade sig nöjda om blott katolska kyrkan medgav dem nattvarden under bägge gestalterna, predikan på modersmålet, sträng kyrkotukt samt avskaffandet av prästerskapets världsliga makt. De fick namnet utrakvister eller kalixtiner (av calix, kalk). De mera demokratiska gick vida längre, upptog nästan alla Wycliffes reformtankar, även hans nattvardslära, förkastade allt som inte stämde med Kristi lag i Bibeln, och förband härmed medeltidens apokalyptiska och socialt revolutionära idéer. Dessa, taboriterna, delvis före detta valdenser, var de radikala, men hos dem låg hela husitrörelsens kraft; med dem trädde för första gången lekmannavärlden fram som en självständigt handlande religiös makt; deras försök till en fullständig kyrklig och religiös omstörtning av det bestående slog visserligen illa ut, men tanken var genom dem väckt i folkmedvetandet och kunde sedan ej dö. Till dessa huvudpartier kom efter Žižkas död ett tredje, som inte ville erkänna någon människa värdig att bli den store Žižkas efterträdare; det kallade sig De faderlösa och utgjordes av de mest fanatiska.
Under inbördes kamp förenade sig dock dessa partier en tid mot Sigismunds härar, och slutligen tillfogade de hela det katolska Europas samlade korshär ett nederlag vid Domažlice 1431. Därmed var husiternas oövervinnelighet erkänd. Baselkonciliet sökte nu på förhandlingarnas väg nå ett bättre resultat för katolska kyrkan; 1433 medgav det i viss mån de fyra kalixtinska artiklarna i de så kallade Baselkompaktaterna, och därmed återgick kalixtinerna till katolska kyrkan. 
De fyra artiklarna, som husiterna redan 1420 uppställt såsom deras yttersta villkor för återförening med kyrkan, var: 1) Guds ords fria förkunnelse, dock genom ordinerade präster, 2) nattvarden i båda former (därav namnen kalixtiner och utrakvister för det moderata partiet), 3) reduktion av kyrkans överflödiga egendom, 4) ordentlig kyrkotukt, särskilt mot prästerskapet, genom bestraffning av uppenbara synder.
Taboriterna, som fortsatte striden mot kyrkan och Sigismund, blev fullständigt slagna i slaget vid Lipany 1434. Rester av dem bildade underlag för de Böhmiska bröderna. I Böhmen fanns nu två kyrkor, den stora katolska (tyskarna) och den utrakvistiska statskyrkan (tjeckerna). Försöken att få den senare att helt återgå till den romerska katolicismen strandade på dess ledare Jan Rokycana, sedan 1435 biskop i Prag, en mycket betydande man, som nu räddade den husitiska rörelsens egenart. Förgäves sökte påvarna, sedan de segrat över Baselkonciliet, med hjälp av böhmiska furstar och nya korståg kuva utrakvisterna; slutligen nödgades konung Vladislav II, fast han själv var ivrig katolik, på lantdagen i Kutná Hora 1485 återigen bekräfta den utrakvistiska kyrkans särställning i Böhmen. Först under 1500-talets reformationskamp upplöstes denna och därmed den husitiska rörelsen i antingen lutheraner, böhmiska bröder eller katoliker.

## Galleri

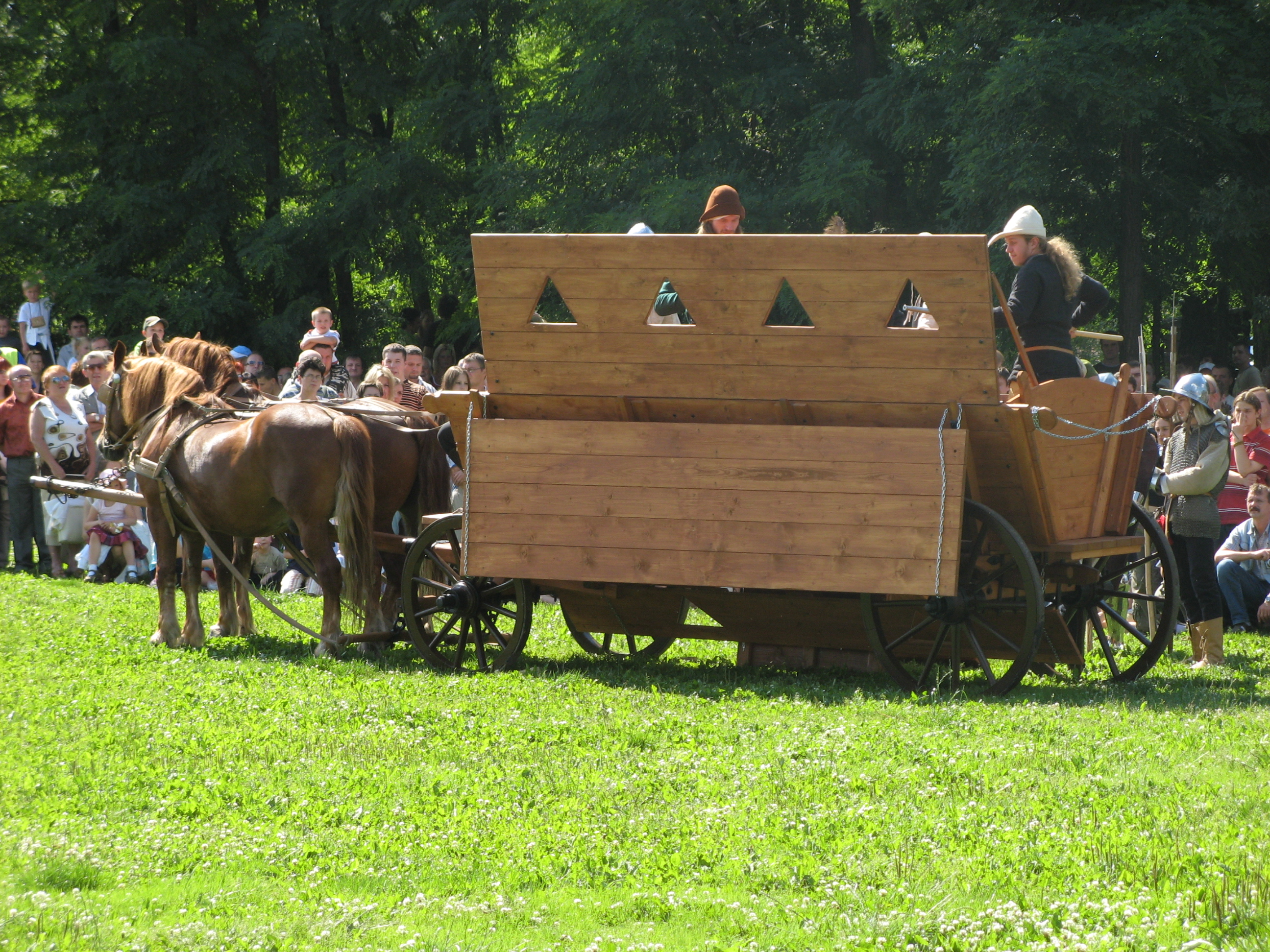
Kopia av en husitisk stridsvagn
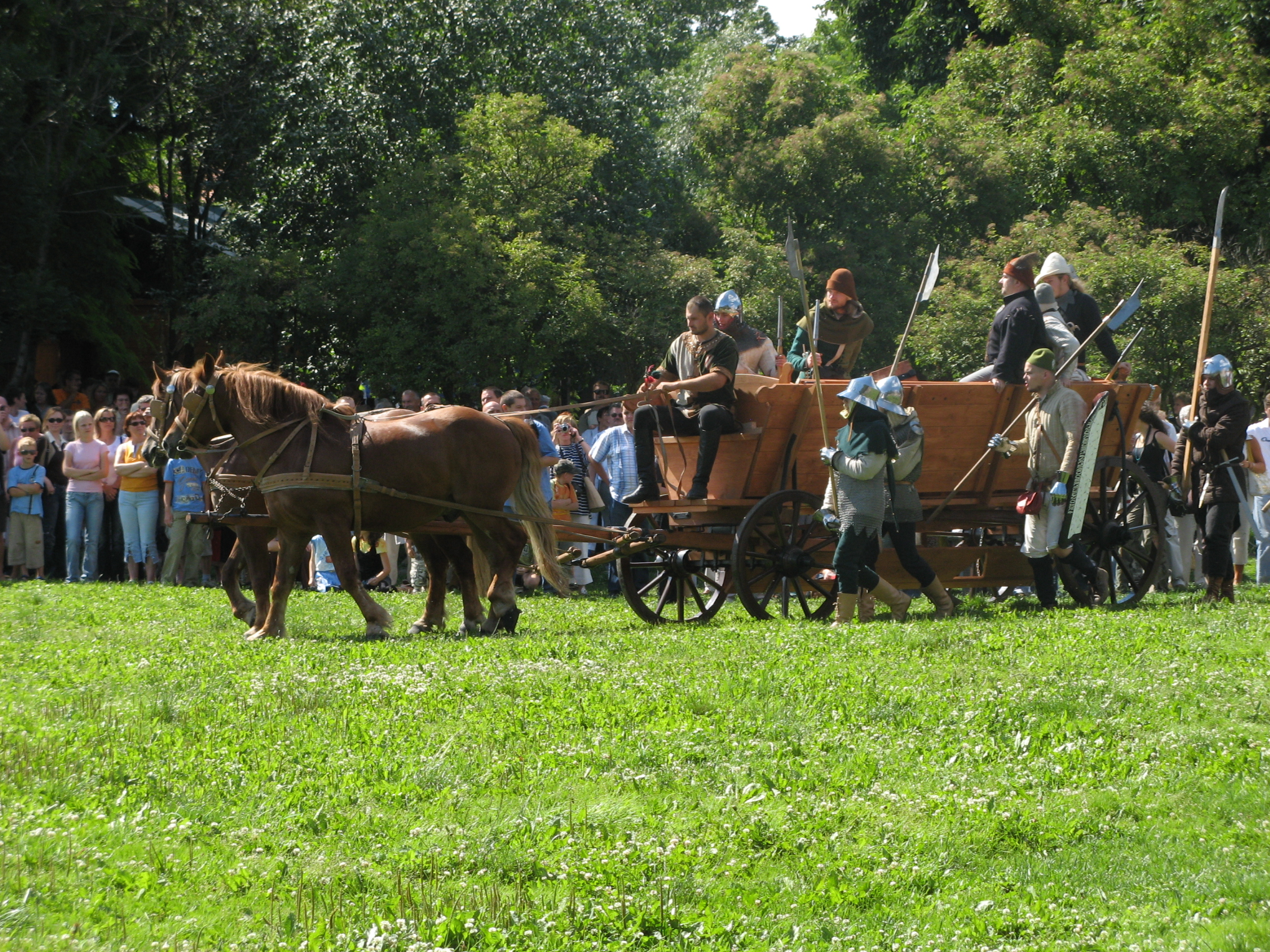
Kopia av en husitisk stridsvagn
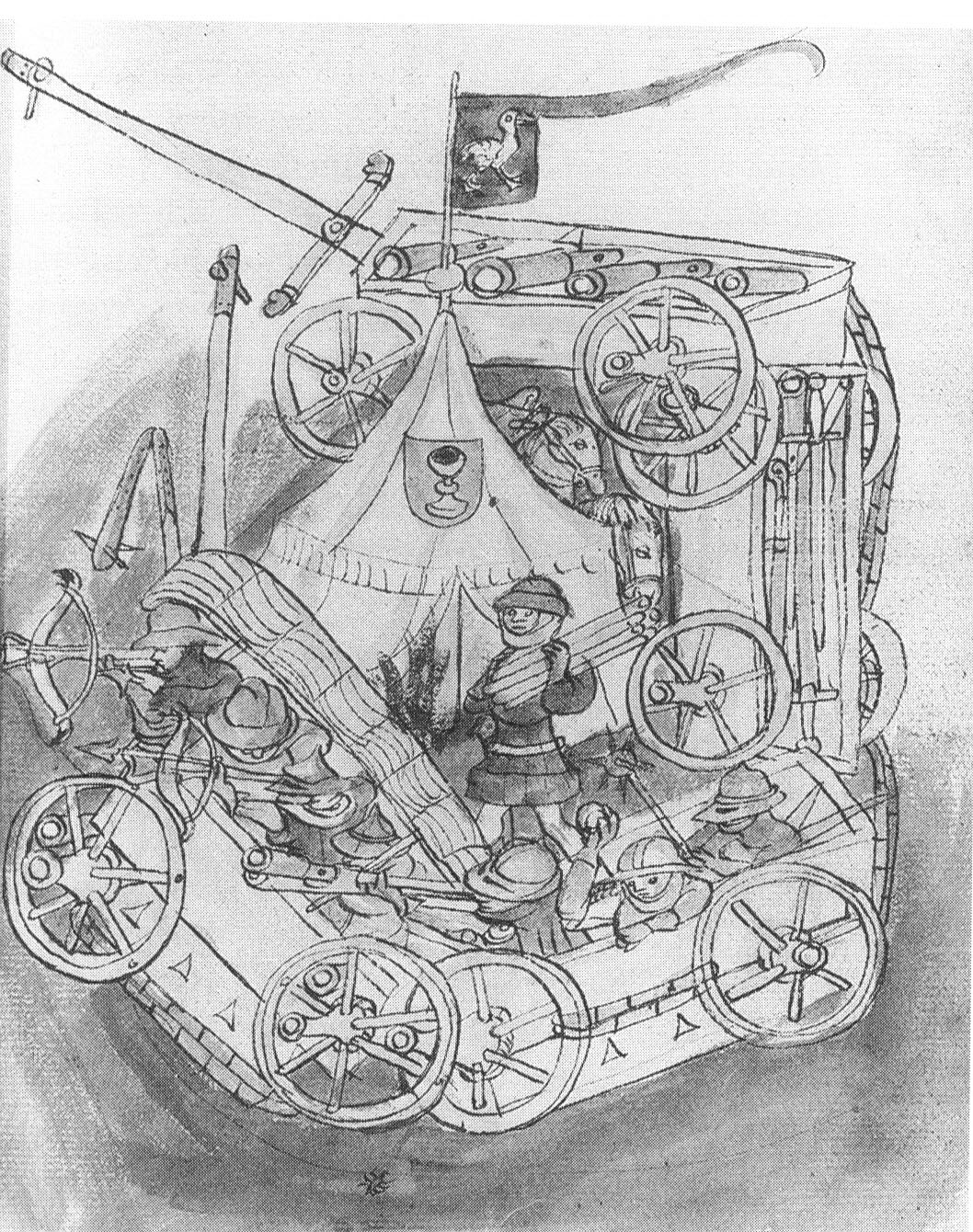
Husitisk vagnborg
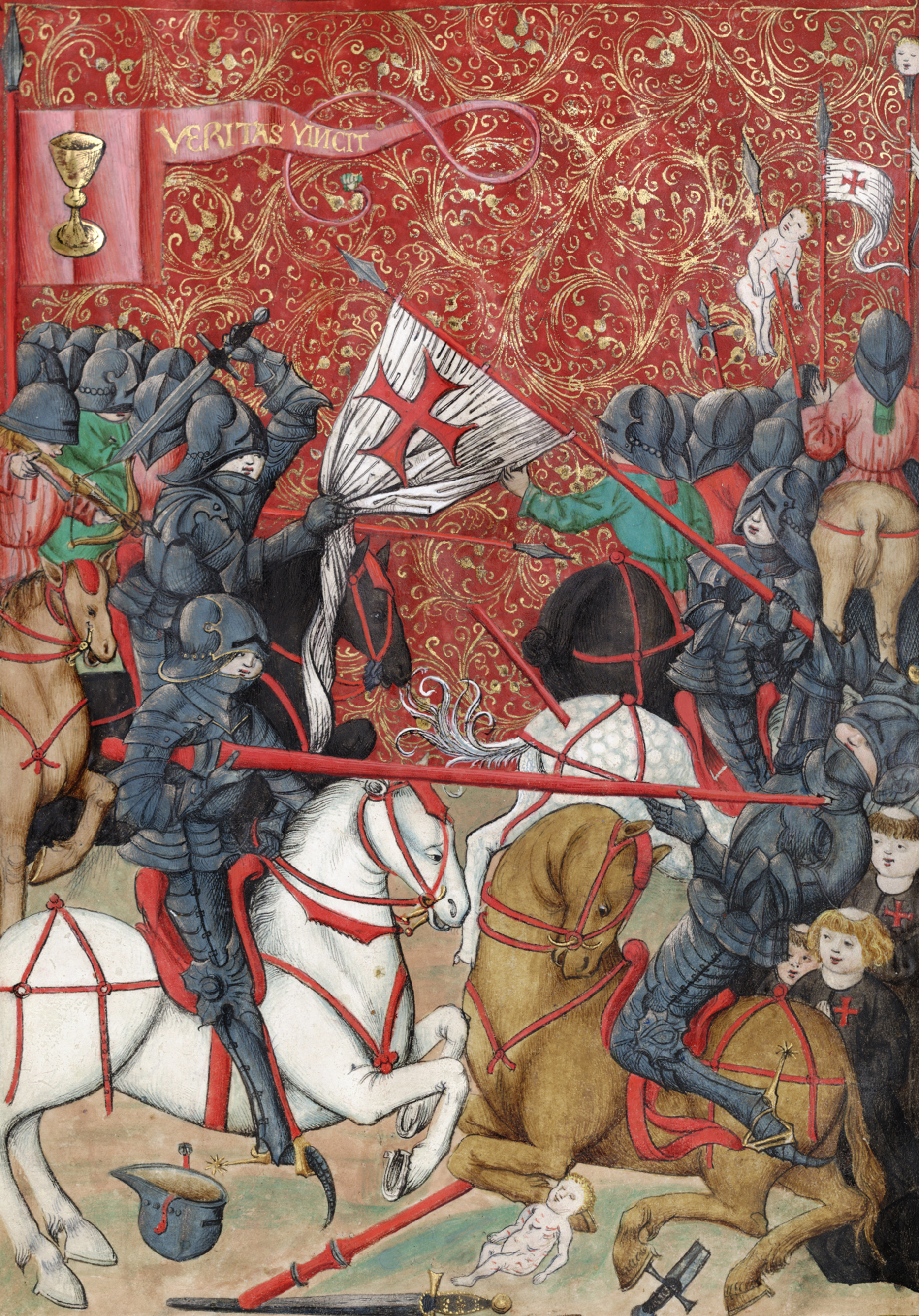
Husiterna i strid med korstågsstyrkor
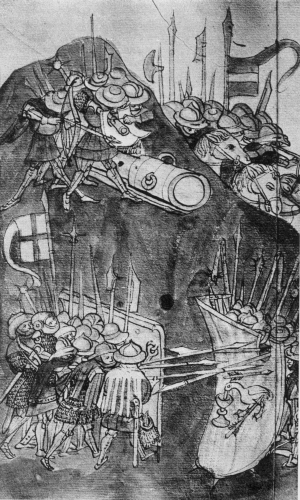
Husiternas stridstaktik
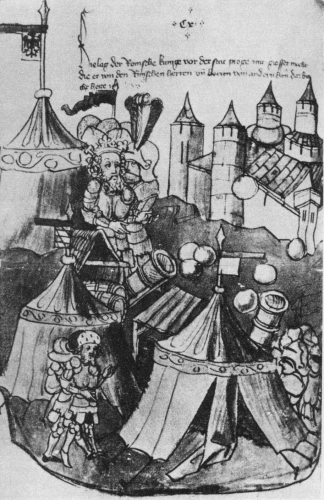
Kung Sigismund leder belägringen av Prag 1420